# Политика как призвание и профессия
«Политика как призвание и профессия» — доклад одного из выдающихся немецких социологов, основателя политической социологии Макса Вебера. Он был зачитан в январе 1919 года в Мюнхене перед студентами «Союза свободного студенчества», а затем был переработан самим автором и напечатан. Письменная версия была значительно дополнена и отредактирована.
В этом докладе Вебер, по его собственному заявлению, попытался, не обращаясь к насущным проблемам современности и не высказывая каких-либо позиций относительно них, обратиться к анализу политической деятельности как таковой. Социолог не только рассуждал о разнице разнообразных подходов людей к участию в политике и занятиям ею, но и дал справку о формировании различных моделей политического управления, типах господства и др.

## История
Макс Вебер начал участвовать во встречах интеллектуалов с активным студенчеством ещё в 1917 году, которые были организованы основателем одного из известных кружков Е. Дидерихсом. Примерно в то же время у ведущих членов одной из студенческих организаций возникла идея провести цикл лекций, посвящённых профессиям в сфере умственного труда (этот цикл должен был называться «Духовный труд как призвание и профессия»). Вебер должен был прочитать не только доклад о политике, но и доклад о науке с аналогичным названием, который был прочитан годом ранее. Несмотря на неудачи в политической деятельности, которые настигли учёного в 1918 году, его нежелание читать доклад, он всё же прочитал его перед широкой публикой. Лекция вызвала живой отклик, после неё ещё долго велись споры и дискуссии

## Основные идеи
Макс Вебер начинает свой доклад с определения понятия государства. По его мнению, самыми существенными признаками данного объединения людей являются монопольное право на легитимное насилие и определённая территория, на которой этот институт имеет право применять насилие. При этом, легитимность является одним из ключевых свойств, так как именно она отличает государство от иных объединений, которые также могут применять насилие к подчинённым, которое не будет принято обществом. Определение государства приводится Максом Вебером в связи с приведением им определения политики как таковой. По его мнению, политикой являются отношения по поводу власти, её захвата, удержания и применения. Соответственно и люди, занимающиеся политикой, в первую очередь желают приобрести власть ради тех или иных целей.
Далее, Вебер говорит о том, что любое государство строится на основе отношений господства одних людей над другими. Притом, это господство должно быть легитимным, то есть народ должен признавать право властимущих управлять им. В связи с этим социолог приводит классическое социологическое разделение господства на виды в зависимости от тех оснований, на котором оно зиждется: традиционное, харизматическое и рационально-легальное. Кроме того, со стороны подчинённых существует два базовых мотива подчинения власти: страх перед насилием и надежда на поощрение, спасение. В этом случае, говоря о политической деятельности как призвании, Вебер говорит именно о харизматическом вожде, который, пользуясь народной поддержкой, посвящает свою жизнь политике, обладая талантом к политической деятельности. Этот тип политика отличается от профессионального политика-государственного чиновника. Он выступает в роли лидера, определяет курс всей государственной политики, а потому в основе его деятельности непременно лежит личная ответственность за происходящее после того, как аппарат чиновников приступает к реализации его требований. Последние, в свою очередь, не должны иметь собственных каких-либо идеологических установок, так как для их профессиональной деятельности требуется беспристрастность.
Начиная далее разговор о политике как о профессиональной деятельности, социолог имеет в виду тех людей, на которых опирается верховный вождь, то есть чиновников или бюрократию. Таковые бывают двоякого рода. Либо они приходят в политику ради денег и тогда живут за счёт политики, либо им нужен социальный престиж, то есть они работают уже для политики. Вебер подчёркивает при этом ведущую роль экономического фактора: либо эти политики по профессии занимают государственные должности ради зарплаты, либо они уже имеют доход, причём пассивный, что обеспечивает им достаточное количество свободного времени.
Рассуждая об обобщённых случаях участия людей в политике, Вебер приводит ещё одну устоявшуюся в современном обществоведении классификацию акторов политической жизни в зависимости от типов их политического участия: политики по случаю, по необходимости и, собственно, профессиональные политики.
Чтобы раскрыть сущность профессии политика, Вебер обращается к истории возникновения такого слоя как чиновничество, бюрократия или люди, для которых политическая деятельность является профессией. Говоря о времени князей, социолог указывает, что в тот момент опорой политического лидера было привилегированное сословие, феодалы, которые подчинялись ему на непрочном основании: благодаря его авторитету, в силу привычки и др. Каждый из них обладал своей землёй, с которой получал доход и в очень малой степени зависел от верховного правителя. В конце концов, правители, желая обрести, по Веберу, одну из главных ценностей, к которым стремятся люди, занимающиеся политикой — свободу, которая понимается в данном контексте как вольность в собственных действиях и власть над другими, начали уничтожать данный класс знати. Делали они это при опоре уже на иной слой: на преданных им «дружинников», которые жили коррупцией и грабежом, получая при этом покровительство от правителя за беспрекословную службу ему. В конце концов власть политического лидера достигла абсолютного характера, однако он по-прежнему нуждался в опоре на лояльный ему слой рядовых чиновников, которые бы не имели харизматических претензий на лидерство с одной стороны и жили за счёт политики или хотя бы получали бы гарантию сохранения своего состояния — с другой, то есть не являлись бы самостоятельными феодалами, которые никак не зависят от верховного правителя. Таким образом, изначально этот слой политиков по профессии привлекал либо представителей неблагополучных слоёв, либо искавших социального престижа. Кроме того, даже если это были образованные люди, они представляли те профессиональные слои, благополучие которых зависело бы от монарха. Вебер в качестве таких приводит клириков (так как они даже в силу своего мировоззрения не могли бы претендовать на власть), людей, получивших гуманистическое гуманитарное образование, которые, не имея собственных политических амбиций, могли бы составлять красивые речи для политического лидера, люди с юридическим образованием, которые в последующем также сыграли свою роль в формировании демократических процедур управления европейскими государствами. Помимо названных лиц, Вебер говорит и о возвращении прежней родовой знати, но в новом качестве. После уничтожения привилегий дворян как сословия, монархи могли вернуть их на государственную службу, так как их благосостояние отныне полностью зависело от правителя. Также, они имели зачастую гораздо более качественное образование, что позволяло им выполнять более ответственные задачи, например, на дипломатической службе.
В рамках данного доклада Макс Вебер рассказывает и краткую историю формирования массовых партий, которые тоже являются теми структурами, где работают профессиональные политики, то есть бюрократы. Он говорит о том, что подобного рода партии, риторика которых всё больше носит демагогический характер (то есть направлена на привлечение внимания максимального числа избирателей), появились тогда, когда было значительно демократизировано избирательное законодательство. Именно после того как право участия в выборах получили широкие массы населения, партии необходимо должны были расшириться и перестать представлять собой узкие элитарные структуры. При этом, Вебер говорит и о выхолащивании идеологий и программ партий, так как они должны были, с одной стороны, охватывать всё более различные интересы расширившегося круга избирателей, а с другой — в них возросло число лиц, абсолютно индифферентных к какой-либо идеологии и демагогии партийного лидера. Этими лицами были как раз партийные аппаратчики (бюрократия) или технократы, которые могли принимать реальные решения. Таким образом, Вебер описывает следующую картину современных ему массовых партий: во главе них стоит политический лидер, который выполняет роль демократического «вождя» или «демагога», который в основном занимается посредством устного слова привлечением избирателей. При этом, он фактически не имеет никакой реальной власти над собственными аппаратчиками, которые и принимают решение. Кроме того, в такой массовой партии зачастую существует крупный спонсор — человек, который посредством политики желает заполучить ещё больше денег и при этом сам не заинтересованный в социальном престиже (социолог называет его «боссом»). Сами же партии главной своей целью имеют именно захват и удержание власти, чтобы иметь возможность обеспечить государственными должностями всех их многочисленных аппаратчиков.
В завершающей части своего выступления Макс Вебер обращается к проблеме этики политика, которая до сих пор является важнейшим вопросом практической политики. В первую очередь, он говорит о необходимых качествах, которыми должен обладать человек, желающий быть профессионалом в политической сфере. Согласно Веберу, настоящий политик должен быть ответственным. Он должен осознавать, что, беря в свои руки власть, то есть управление другими, он одновременно с этим становится и ответственным за них. Кроме того, несмотря на вышеописанные особенности современных ему партий, социолог убеждён, что профессионал должен быть увлечён своим делом, ориентирован именно на его суть, а не на внешние атрибуты политической деятельности. В данном аспекте Вебер говорит о своеобразной страсти к профессиональному занятию. Наконец, настоящий политический деятель должен соблюдать определённые рамки дозволенного. С одной стороны, он не должен сильно сближаться с людьми, чтобы сохранять нейтральность. С другой — он должен «сохранять дистанцию по отношению к самому себе», то есть противодействовать гордыне, тщеславию.
Наконец, важнейшей составляющей финальной части доклада является рассуждение социолога о подходящем для политики виде этического поведения. Он выделяет этику убеждения и этику ответственности. Первая основана на неких абсолютных заповедях, которые должны применяться вне зависимости от конкретных обстоятельств. С другой стороны, этика ответственности исходит из оценки последствий тех или иных действий и последующего за этим выбора. Именно второй тип этики актуален для политической деятельности.